# Hồ Kiểng
Hồ Kiểng (27 tháng 12 năm 1926 - 3 tháng 4 năm 2013) là một Nghệ sĩ ưu tú điện ảnh nổi tiếng tại Việt Nam. Ông đạt kỷ lục Việt Nam cho danh hiệu Người đóng vai phụ nhiều nhất Việt Nam. Ông đã đóng 208 phim, 304 vở kịch trên đài phát thanh, 48 vở kịch nói, 12 tuồng cải lương, vẽ 6 phim hoạt hình.

## Sự nghiệp
NSƯT Hồ Kiểng tên thật là Hồ Văn Kiểng sinh ngày 27 tháng 12 năm 1926 tại Phước Long, Giồng Trôm, Bến Tre. Tháng 8/1945, Hồ Kiểng vào quân ngũ, là chiến sĩ Tiểu đoàn 209 (Bến Tre) . Tết năm 1946, ông dàn dựng và biểu diễn các tuồng cổ cổ vũ tinh thần chống giặc và được bà con yêu quý. Rồi ông được tuyển chọn vào Đoàn Cải lương Long Châu, đến năm 1949 ông được kết nạp Đảng. Năm 1954, ông tập kết ra Bắc. Ở tuổi 29, ông mới bắt đầu xin theo học tại Đoàn kịch Điện ảnh Hà Nội trong vòng 4 năm. Dù không được coi là sinh viên chính thức, Hồ Kiểng vẫn chăm chỉ học diễn xuất và ra trường với bằng tốt nghiệp đàng hoàng.
Năm 1959 đến 1962, ông công tác tại Xưởng phim Hoạt hình Việt Nam và tham gia đóng nhiều bộ phim. Đặc biệt bộ phim Chung một dòng sông sản xuất năm 1959 đánh dấu lần đầu tiên xuất hiện trên màn ảnh của diễn viên Hồ Kiểng.
Từ năm 1962 – 1975, ông là diễn viên của Đoàn kịch Điện ảnh Việt Nam, Đoàn Kịch nói Nam bộ. Sau năm 1975 ông về công tác ở Đài Truyền hình TPHCM cho đến năm 1987 nghỉ hưu.
Ông từng giữ vai trò Chủ nhiệm phim Đài Truyền hình Thành phố Hồ Chí Minh và Chủ nhiệm Đoàn ca múa nhạc Đài Truyền hình Thành phố Hồ Chí Minh.

## Ghi nhận
Trong quá trình tham gia hoạt động cách mạnh ông được nhà nước trao tặng:
- Huân chương Kháng chiến chống Pháp hạng Nhất
- Huân chương Kháng chiến chống Mỹ hạng Nhất

Huân chương Chiến sĩ Tự vệ hạng 3
- Huy hiệu Thành Đồng Tổ Quốc
- Huy hiệu 60 năm tuổi Đảng

Năm 1992, Hồ Kiểng được bình chọn là "Diễn viên đa tài đóng được nhiều loại vai chính diện cũng như phản diện".
Năm 1997, Hồ Kiểng được Nhà nước phong tặng danh hiệu Nghệ sĩ ưu tú.
Ngày 6 tháng 8 năm 2005, Đài Truyền hình Thành phố Hồ Chí Minh phối hợp cùng Nhà Văn hóa Thanh niên TPHCM tổ chức chương trình Những cánh chim không mỏi tri ân NSƯT Hồ Kiểng “Hai trái tim một nhịp đập”.
Năm 2006, Trung tâm Sách kỷ lục Việt Nam công nhận ông là "Nghệ sĩ đóng nhiều vai phụ trong nhiều bộ phim Việt Nam nhất".
Hơn 50 năm theo đuổi, Hồ Kiểng đã đóng đủ loại vai, từ phản diện, ác ôn như Đồn trưởng trong Rừng xà nu, kẻ chỉ điểm Ba Phi trong Hòn Đất và Gián điệp G5 trong Ván bài lật ngửa. Đến các loại vai nghèo hèn, dễ lấy thương cảm của người xem như vai ăn mày, đạp xích lô, bác nông dân của Đất phương Nam hay Người đẹp Tây Đô, Những nẻo đường phù sa, Đất khách, Xóm cũ, Lẵng hoa tình yêu, Dòng đời, Nữ tướng cướp và Blouse trắng.

## Cuộc sống riêng
Ông từng kết hôn bốn lần và có được bốn người con nhưng cuối đời ông đơn độc. Hai người con đã mất, hai người còn lại đã yên bề gia thất nhưng ông không ở cùng.
Lúc 18 tuổi, ông kết hôn với người vợ đầu tiên và có với nhau một cô con gái nhưng yểu mệnh qua đời; rồi người vợ trẻ cũng bỏ ông theo một Đồn trưởng giàu có.
Năm 1954, ông tập kết ra Bắc và quen biết một cô gái Thanh Hóa và lần lượt sinh được hai người con, nhưng không may một người con mắc bệnh hiểm nghèo rồi mất. Trong lần về quê xin cha mẹ nhận con dâu, ông dẫn vợ con vào Nam ở tạm thì vợ ông quen biết và đi theo một người bán vàng trên thành phố. Hai người li hôn và đến khi ông ra Cao Bằng đóng phim "Rừng Xà Nu" và bị tai nạn trong quá trình làm phim, ông gặp một nữ hộ lý người Tày là mẹ đơn thân. Sau nhiều năm chữa trị, khi bình phục ông gửi thư cảm ơn cho cô hộ lý năm xưa, nhưng bà lại hiểu nhầm rằng ông muốn xin cô con gái của bà làm vợ. Dù ông cố giải thích nhưng bà vẫn để Mai Khanh (con gái của bà) lại cho ông, để tránh thị phi vì ở khu tập thể, ông đã thuê nhà riêng cho cô gái. Vài tháng sau lúc này Mai Khanh đang mang bầu, mẹ của cô đến thăm biết chuyện và thúc giục Hồ Kiểng lên Cao Bằng làm lễ cưới. Ông tìm lí do trì hoãn, nhưng rồi người mẹ sau đó đã đưa cô gái về quê và gả cho người khác, không lâu sau Mai Khanh sinh cho ông một cô con gái. Hai người có gặp nhau một lần khi người con gái vào trong miền Nam tìm ông khi 17 tuổi.
Cuộc hôn nhân cuối cùng của ông cũng trắc trở, người vợ thứ tư của ông thích sống ở nước ngoài nên ông đã khuyên bà đi lấy một người ở nước ngoài phù hợp để đi định cư. Năm 1992, họ li hôn khi người phụ nữ tìm được người đàn ông như bà mong muốn, nhưng khi được xuất cảnh thì bà lại bị người ta bỏ rơi và quay về với Hồ Kiểng.
Suốt mấy chục năm cuối đời, ông cùng vợ sống tại căn phòng, vốn là căn phòng chứa máy phát điện của khu tập thể Đài Truyền hình Thành phố Hồ Chí Minh.
NSƯT Hồ Kiểng mất lúc 17h, ngày 3/4/2013, tại Bệnh viện Nguyễn Trãi, Thành phố Hồ Chí Minh do căn bệnh tim tái phát.

## Các bộ phim
| Năm  | Tựa phim                  | Định dạng             | Vai diễn                   | Ghi chú                          |
| ---- | ------------------------- | --------------------- | -------------------------- | -------------------------------- |
| 1956 | Chung một dòng sông       | Điện ảnh              |                            | Phim điện ảnh đầu tiên           |
| 1961 | Lửa trung tuyến           | Điện ảnh              | Túc                        |                                  |
| 1962 | Chị Tư Hậu                | Điện ảnh              |                            |                                  |
| 1966 | Nguyễn Văn Trỗi           | Điện ảnh              |                            |                                  |
| 1969 | Rừng Xà Nu                | Điện ảnh              |                            |                                  |
| 1973 | Vĩ tuyến 17 - ngày và đêm | Điện ảnh              |                            |                                  |
| 1977 | Mùa gió chướng            | Điện ảnh              |                            |                                  |
| 1981 | Về nơi gió cát            | Điện ảnh              | Tên phản động              |                                  |
| 1983 | Hòn đất                   | Điện ảnh              |                            |                                  |
| 1986 | Mùa nước nổi              | Điện ảnh              | Mật thám                   |                                  |
| 1985 | Hai Cũ                    | Điện ảnh              | Sĩ quan Nhật               |                                  |
| 1987 | Nơi bình yên chim hót     | Điện ảnh              | Bác Bảy                    |                                  |
| 1988 | Đêm săn tiền              | Phim Video            | Người đi soi ếch           | Phim video đầu tiên của Việt Nam |
| 1990 | Thăng Long đệ nhất kiếm   | Phim Video            | Phan Khải Đức(Quốc trượng) |                                  |
| 1990 | Vị đắng tình yêu          | Phim Video            | Bảo vệ                     |                                  |
| 1993 | Cảnh sát hình sự          | Phim Video            | Lão say                    |                                  |
| 1993 | Người nghèo vẫn cười      | TV-show               |                            |                                  |
| 1994 | Cát bụi hè đường          | Điện Ảnh              | Ông mù                     |                                  |
| 1994 | Đoạn cuối ở Băng Cốc      | Điện video            | Xích lô                    |                                  |
| 1996 | Người đẹp Tây Đô          | Phim dài tập          | Lão nông                   |                                  |
| 1997 | Loubov Iarovaia           | (Phim Nga)            |                            | [ 9 ]                            |
| 1997 | Đất phương Nam            | Phim dài tập          | Ông Ba Ngủ                 |                                  |
| 1997 | Những nẻo đường phù sa    | Phim dài tập          | Tư Cò                      |                                  |
| 1998 | Đất Khách                 | Phim dài tập          |                            |                                  |
| 2001 | Dòng đời                  | Phim dài tập          |                            |                                  |
| 2002 | Blouse trắng              | Phim dài tập          |                            |                                  |
| 2003 | Xóm cũ                    | Điện ảnh truyền hình  |                            |                                  |
| 2004 | Lắng hoa tình yêu         | Phim dài tập          |                            |                                  |
| 2004 | Nữ tướng cướp             | Điện ảnh              |                            |                                  |
| 2005 | U60 & U70                 | Phim ngắn tập         |                            | [ 10 ] [ 11 ]                    |
| 2007 | Ngôi nhà mơ ước           | Truyền hình thực tế   |                            | HTV7                             |
| 2013 | Ngược sóng                | Phim dài tập (38 tập) |                            | Phim dài tập cuối cùng           |
| 2012 | Mùa hè lạnh               | Điện ảnh              | Ông lão người Tàu          | Phim điện ảnh cuối cùng          |

## Tham Khảo
1. ↑  Tiểu Quyên. "Ông già nửa thế kỷ đóng vai phụ". Người Lao động. Truy cập ngày 1 tháng 3 năm 2015.[liên kết hỏng]
2. 1 2 3  "NSUT HỒ KIỂNG TỪ TRẦN". KHOA HỌC THẾ KỶ 21. ngày 5 tháng 4 năm 2013. Lưu trữ bản gốc ngày 7 tháng 1 năm 2020. Truy cập ngày 18 tháng 2 năm 2022.
3. 1 2  "4 lần lấy vợ của nghệ sĩ Hồ Kiểng". Bản gốc lưu trữ ngày 9 tháng 2 năm 2013. Truy cập ngày 17 tháng 4 năm 2013.
4. 1 2 3 4  "4 lần lấy vợ của nghệ sĩ Hồ Kiểng". Tạp chí Đẹp. ngày 27 tháng 11 năm 2012. Truy cập ngày 18 tháng 2 năm 2022.
5. ↑  https://giadinh.net.vn. "Những bí mật của NSƯT Hồ Kiểng". giadinh.net.vn. Truy cập ngày 18 tháng 2 năm 2022. {{Chú thích web}}: Liên kết ngoài trong |họ= (trợ giúp)
6. 1 2  Dung Lâm (ngày 27 tháng 7 năm 2010). "NSƯT Hồ Kiểng vui sống ở cõi trần gian lụp xụp". vnexpress.net. Truy cập ngày 3 tháng 10 năm 2020.
7. ↑  "NSƯT Hồ Kiểng "Hai trái tim một nhịp đập"". Báo Sài Gòn Giải Phóng. ngày 7 tháng 8 năm 2005. Truy cập ngày 18 tháng 2 năm 2022.
8. ↑  "Khởi quay 99 tập phim Trạng". Tuổi Trẻ Online. ngày 9 tháng 3 năm 2005. Truy cập ngày 18 tháng 2 năm 2022.
9. ↑  "NSƯT Hồ Kiểng: 4 lần lấy vợ và 3 lần hút chết". ZingNews.vn. ngày 4 tháng 4 năm 2013. Truy cập ngày 3 tháng 3 năm 2022.
10. ↑  "Phim cho tuổi "gió heo may đã về"". Báo Thanh Niên. ngày 16 tháng 9 năm 2005. Truy cập ngày 18 tháng 2 năm 2022.
11. ↑  "TP.HCM - Đi đâu ngày Tết?". Báo điện tử Tiền Phong. ngày 24 tháng 1 năm 2006. Truy cập ngày 18 tháng 2 năm 2022.
12. ↑  cand.com.vn. "NSƯT Hồ Kiểng: 3 lần suýt chết vì đóng phim". Báo Công an Nhân dân điện tử. Truy cập ngày 3 tháng 3 năm 2022.
13. ↑  "Chương trình truyền hình Ngôi nhà mơ ước: Những "cô tiên, ông bụt" thời nay". Báo Thanh Niên. ngày 4 tháng 1 năm 2006. Truy cập ngày 3 tháng 3 năm 2022.